# Rhineura floridana
Genre
Espèce
Synonymes
- Lepidosternon floridanum Baird, 1858

Statut de conservation UICN

 LC  : Préoccupation mineure
Rhineura floridana, unique représentant du genre Rhineura, est une espèce d'amphisbènes de la famille des Rhineuridae. Dans cette famille, c'est la seule espèce vivant actuellement, les autres espèces étant des espèces éteintes.

## Répartition
Cette espèce est endémique des États-Unis. Elle se rencontre en Floride et en Géorgie.

## Description
Rhineura floridana atteint 20 à 30 cm. C'est un fouisseur aux pattes atrophiées. Il se nourrit d'insectes et de vers, et consomme plus généralement tout invertébré suffisamment petit.
Il est ovipare.

## Publications originales
- Baird, 1859 "1858" : Description of new genera and species of North American lizards in the museum of the Smithsonian Institution. Proceedings of the Academy of Natural Sciences of Philadelphia, vol. 10, p. 253-256 (texte intégral).
- Cope, 1861 : Description of new genera and species of North American lizards in the museum of the Smithsonian Institution. Proceedings of the Academy of Natural Sciences of Philadelphia, vol. 13, p. 292-306 (texte intégral).